# زردان
روستای زُردان روستایی تاریخی در دهستان افین بخش زهان شهرستان زیرکوه استان خراسان جنوبی ایران است. بر پایه سرشماری عمومی نفوس و مسکن در سال ۱۳۹۰ جمعیت این روستا ۲۰۵ نفر (در ۶۵ خانوار) بوده است.

## وجه تسمیه
چند وجه متصور است:
۱_ زَردان: الف) یکی از اکابر زرتشت را زردان نامند و بر اساس شواهد رباط زردان بر پایه آتشکده زرتشت واقع گردیده است و همچنین آثار قبور گبر در اطراف روستا خصوصاً محدوده کاروانسرا موجود است. ب) زردان از پیوند زر + دان؛ به مکانی گفته می‌شود که زرخیز و سرسبز و سود آور است. ج) زردان از پیوند زرد + ان به معنای جای زرد است. در گذشته بیابان پایین دست روستای زردان تا روستای فعلی عباس آباد، گندم و جو کاشته می‌شد و در زمان برداشت، تمام آن منطقه زرد بوده، لذا زردان گفته شده به معنای جایی که همش زرد است؛ مانند: روستای جو زردان در فردوس و روستای تم زردان در منوجان کرمان.
۲_ زوردان: از ترکیب زور + دان به معنایی جایی که زور و قدرت دارند. با توجه به ساخت ابنیه تاریخی مانند رباط و قلعه کوه و قدرتی که قبلاً حاکمان زردان در منطقه قاینات و قهستان داشته‌اند، و بارها از حمله مغولان و ترکمانان در امان بوده‌اند، بعید نیست که نام آنرا زوردان می‌گفتند.

## موقعیت جغرافیایی
روستای زردان از روستاهای تاریخی وگردشگری شهرستان زیرکوه قاینات در فاصله ۹۶ کیلومتری (جنوب شرقی) شهر قائن و در ۱۸ کیلومتری شهر زهان (زیرکوه) در دهستان افین واقع گردیده. این روستا از شمال به روستای گردشگری افین و عباس‌آباد از شرق به روستای سرسبز کبودان (زیرکوه) و شهر زهان، از جنوب به روستای نخرود و دهستان شاخن (شهرستان بیرجند) و از غرب به روستاهای شاج و حسین‌آباد محدود می‌شود و فاصله ان تا مرکز استان خراسان جنوبی شهر بیرجند ۱۱۵ کیلومتر می‌باشد. وجود آثار تاریخی باستانی زیادی از جمله قلعه کوه زردان، رباط زردان، آرامستان‌های قدیمی معروف به قبرستان گبرها و برج‌های دارای خندق در حومه آن، همه حکایت از قدمت این روستا دارد. زردان با قرار گرفتن در مسیر فرعی جاده ابریشم در زمان گذشته مکان مناسبی برای حمل و نقل کالا بود که وجود کاروانسرا و قلاع به جای مانده همه حکایت از این امر دارد.

## جاذبه‌های گردشگری
- مسجد جامع زردان

مسجد قدیمی زردان دارای ۴ گنبد مدور و یک ستون مرکزی به شکل چهار گوش مکعب مربع است که و از خشت و سنگ و گل و گچ ساخته شده است.
- رباط زردان

کاروانسرای آجری شاه عباسی زردان در داخل روستای زردان واقع شده است. هرچند تاریخ ساخت رباط مربوط به دوره صفویه و در حدود سالهای ۱۰۹۷ هجری قمری می‌باشد؛ لیکن کاروانسرا بر پایه‌های آتشکده زرتشت بنا شده است. مصالح به کار رفته در این کاروانسرا آجر، سنگ، آهک و خاک رس است. این کاروانسرا که شباهت بسیار زیادی با بقیه کاروانسراهای دوره شاه عباس دارد بعد از گذشت سال‌ها همچنان استوار مانده و مورد توجه تاریخ پژوهان و گردشگران است. جهت اطلاع به صفحه اختصاصی رباط زردان مراجعه شود.
- قلعه کوه زردان

قلعه کوه خارج از روستای زردان، در مسیر جاده فرعی ابریشم و در نزدیکی رودخانه زردان به افین واقع گردیده. از بررسی آثار و شواهد پیرامونی چنین برمی‌آید که بعد از قلعه کوه قاین مهم‌ترین قلعه به لحاظ نظامی و استراتژیک در این منطقه، است. علاوه بر آثار بالای قله کوه، برخی از آثار پیرامونی شامل قبرستان، حوض انبار و منبع ذخیره آب مشاهده می‌شود. برای نتایج بیشتر به صفحه اختصاصی قلعه کوه زردان مراجعه شود. این قلعه علاوه بر ارتباط با قلعه کوه قاین، با قلعه کوه افین و قلعه کوه شاخن ارتباط نزدیکی داشته است.
- قلاورخانه زردان یک برجک نگهبانی طبیعی، بر نوک قله رشته کوه معروف به «چنگ وسیع» و مشرف بر دشت و منطقه اطراف زردان واقع گردیده و در همه ساعات، در ارتباط تنگاتنگی با قلعه کوه قاین و قلعه کوه زردان بوده است.

مسیر رسیدن به قلاورخانه از دامنه کوه زردان است.
چشم‌انداز: از بالای قلاورخانه، مناظر گسترده‌ای از دشت‌ها و روستاهای اطراف قابل مشاهده است که برای عکاسی و لذت بردن از طبیعت مناسب است.
و می‌تواند تجربه‌ای منحصربه‌فرد از ترکیب تاریخ و طبیعت را برای شما فراهم کند.

## جاذبه‌های طبیعی
کشمان زردان: شامل مظهر قنات و استخر آب و باغات زیبای زرشک می‌باشد. قنات و استخر در ورودی روستا به شکل زیبایی خودنمایی می‌کند.
کشمان محمد آباد زردان: این قنات در حاشیه روستا و شامل استخر و باغات زرشک و میوه بوده و منظره جلو قنات در کنار استخر برای یک روز استراحت و تفریح بسیار دل‌انگیز است.

## بزرگان
- سیدعلی زوردانی؛ میر زین العابدین سیدعلی زوردانی معروف به سیدعلی خراسانی، از حاکمان منطقه قهستان و آشنایان خواجه نصیرالدین طوسی می‌باشد. بنا به تصریح کمال الدین حسین، پدرش سید علی معروف و مشهور به سید علی زوردانی، از اهالی و اکابر زوردان قاینات و از حکام قهستان می‌باشد.
- کمال‌الدین محمد زوردانی؛ فرزند سید علی زوردانی و از شاگردان خواجه نصیرالدین طوسی؛ که پس از گذراندن مدارج علمی به وزارت دربار ایلخانان رسید.
- میر سید حسین اخلاطی معروف به علامه کمال الدین حسین؛ فرزند میر سید علی زوردانی، از جمله برجسته‌ترین دانشمندان ایالت بزرگ قهستان، در دوره تیموری می‌باشد. ایشان در زمان حمله مغول، همگامی که خواجه نصیر در قلعه کوه قاین کتاب اخلاق ناصری را می‌نوشت، ملازم و شاگرد او بود. وی پس از سفرهای طولانی و جهانگردی که داشته به سبب اقامت در شهر تاریخی اخلاط (ترکیه) به کمال الدین حسین اخلاطی ملقب گردید. علامه کمال الدین حسین، در قرن هفتم هجری جهت کسب علم و در راه دانش کیمیاگری، از زوردان و قهستان به شهر تبریز و سپس به شهر اخلاط در ترکیه فعلی (پایتخت ارمنستان قدیم) که در ان زمان تحت قلمرو سلجوقیان بود، مهاجرت کرده و در سال ۸۰۸ هجری قمری در قاهره مصر از دنیا رفته است.

کمال الدین حسین در علوم زیادی تبحر داشته از جمله در علوم غریبه و علم جفر و رمل.
جَفر علمی است که بر پایه علم حروف قرار گرفته و در جداول ۲۸ صفحه ای، در هر صفحه ۲۸ سطر و در هر سطر ۲۸ خانه و در هر خانه ۴ حرف گنجانده می‌شود. در علم جفر محاسبات با ترکیب حروف بصورت سؤال انجام و پاسخ سولات استحصال می‌گردد. علم جفر و علم رمل که بر اساس صفر و یک، تشکیل شده، بعدها پایه صنعت علوم کامپیوتری قرار گرفت.
غربی‌ها با استفاده از علوم مسلمین، و سرقت کتب مهم مسلمانان از کتابخانه‌ها و بلاد اسلامی و جمع‌آوری و بهره‌برداری از آنها پیشرفت نمودند.
بنابذ نقل قول استاد مرعشی، سید حسین اخلاطی استاد دهدار و دهدار استاد شیخ بهایی بود.
سید حسین بن علی اخلاطی، معروف به کمال‌الدین حسینی، از دانشمندان برجسته قرن هفتم هجری و اهل اخلاط در شمال غربی دریاچه وان بود. او در علوم غریبه مانند جفر، حروف، خافیه، موسیقی و کیمیا تخصص داشت و همچنین از عرفای مشهور کردستان و صوفیان سده ۱۳ میلادی به‌شمار می‌رفت.
تألیفات:
ذخیره: این کتاب به زبان فارسی و در حوزه علم جفر نوشته شده است. نسخه‌های خطی آن در کتابخانه مجلس شورای اسلامی موجود است.
ذخایر الاسماء: این اثر به بررسی اسماء الحسنی و کاربرد آن‌ها در علم جفر می‌پردازد. نسخه‌ای از این کتاب به صورت خطی موجود است.
کیمیا: این کتاب به زبان فارسی در زمینه علم کیمیا نوشته شده است. نسخه‌ای خطی از آن در کتابخانه مجلس شورای اسلامی موجود است.
مکتوب: این اثر به زبان عربی نوشته شده و به موضوع علم جفر می‌پردازد. نسخه خطی آن در کتابخانه مجلس شورای اسلامی موجود است.

## شجره‌نامهٔ سادات زوردانی
سید محمود اخلاطی بریفکانی
سید موسی اخلاطی
سید حسین اخلاطی (معروف به کمال‌الدین حسین الحسینی)
سید علی موحد خراسانی (معروف به سید علی زوردانی)
سید حسن افطس

## پراکندگی جغرافیایی خاندان
فراهان: 
زوردان قاینات: 
شالی در تبریز: 
اخلاط در ترکیه: 
موصل در عراق و حماء در سوریه:
ترکیه و مناطق کردنشین:  
- سلیم بیک از جنگ اوران نامی زرران که جای مقبره او معروف است. و تا ۳۰ سال پیش دیواره‌های مقبره و آرامگاه او موجود بود.

## معادن
- معدن سنگ لاشه زردان معروف به معدن لاخ زرد

## محصولات تولیدی زراعی و دامی
- محصولات زراعی و باغی: زرشک- گندم- جو -بادام -
- محصولات دامی و دامپروری: گوشت گوسفند- کشک- لبنیات